# پارک ملی گیدا
پارک ملی گیدا (انگلیسی: Gyda National Park) یک پارک ملی حفاظت‌شده در ناحیه خودگردان یامالو-ننتس کشور روسیه است.